# آلگلوکوسیداز آلفا
آلگلوکوسیداز آلفا (انگلیسی: Alglucosidase alfa؛ تلفظ صحیح: اَلگلوکوسیدِیز آلفا) که با نام‌های تجاری لومیزایم و مایوزایم هم شناخته می‌شود، دارویی نادر برای «درمان جایگزینی آنزیمی» بیماری گلیکوژنوز نوع دو (بیماری پومپه) است که یکی از بیماریهای ذخیره‌ای لیزوزومال محسوب می‌شود.
این دارو از لحاظ شیمیایی، آنالوگ همان آنزیمی است که بیماران مبتلا به پومپه، دچار کمبودش هستند و «آنزیم آلفا گلوکوزیداز» نام دارد.
این نخستین دارویی است که برای درمان بیماری پومپه تولید شده‌است.
در تاریخ ۱ اوت ۲۰۱۴، سازمان غذا و دارو آمریکا، «لومیزایم» را برای درمان نوعِ نوزادیِ بیماری پومپه در کودکان زیر ۸ سال مورد تأیید قرار داد. برخی شرکت‌های بیمه در آمریکا، هزینه‌های درمان با این دارو را در بزرگسالانِ مبتلا تقبل نمی‌کنند، چرا که اولاً توسط سازمان غذا و دارو آمریکا برای درمانِ بزرگسالان تأیید نشده و دوم آنکه، هزینه درمانی آن بسیار بالاست (سالیانه حدود ۳۰۰٬۰۰۰ دلار آمریکا، و تا پایان عمر)
عوارض شایع این دارو، احتمال بروز سینه‌پهلو، عفونت و تب است. عوارض جدی‌تر شامل احتمالِ نارسایی قلب، نارسایی تنفسی و آلرژی است و بر روی جعبه‌های داروی «مایونزایم»، در مورد احتمال بروز آلرژیِ کُشنده، هشدار داده شده‌است.